# 荷莲豆草
荷莲豆草（学名：Drymaria diandra）是石竹科荷莲豆草属的植物。分布于阿富汗、非洲、台湾岛、日本、印度、斯里兰卡以及中国大陆的西藏、云南、广东、广西、海南、浙江、贵州、四川、湖南、福建等地，生长于海拔200米至2,400米的地区，多生在山谷或杂木林缘，目前尚未由人工引种栽培。

## 别名
穿线蛇（中国高等植物图鉴） 水青草、青蛇子（广东） 有米菜（海南）

## 异名
- Drymaria cordata (L.) Willd. ex Roem. et Schult. ssp. diandra (Blume) I. Duke ex Hatusima
- Drymaria cordata auct. non (L.) Willd. ex Roem. et Schult.